# Fabinc
Fabinc je priimek v Sloveniji, ki ga je po podatkih Statističnega urada Republike Slovenije na dan 1. januarja 2010 uporabljalo 9 oseb in je med vsemi priimki po pogostosti uporabe uvrščen na 19.620. mesto.

## Znani nosilci priimka
- Franc Fabinc (1881-1923), učitelj, novinar in pedagoški pisec
- Ivo Fabinc (1918-2010), ekonomist, univ. profesor in politik